# Lilian Harvey

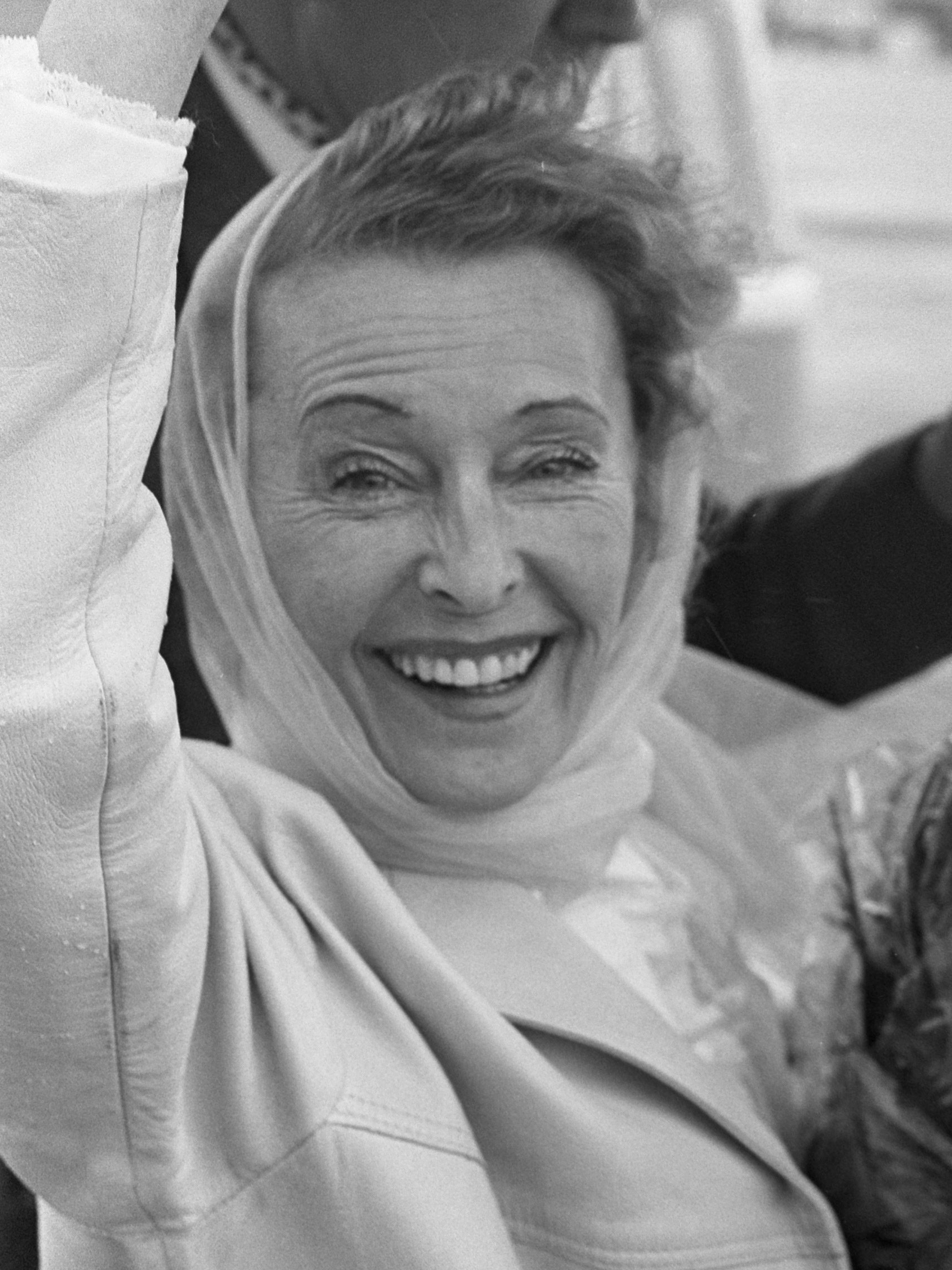
Lilian Harvey (1963)

Lilian Harvey, gebürtige Lilian Helen Muriel Pape (* 19. Januar 1906 in London; † 27. Juli 1968 in Juan-les-Pins, Frankreich), war eine britisch-deutsche Schauspielerin, Sängerin und Tänzerin. Durch Musikfilme wie Die Drei von der Tankstelle und Der Kongreß tanzt wurde sie in den 1930er Jahren zu einem beliebten Star in Deutschland. In insgesamt zwölf Filmen bildete sie mit Willy Fritsch ein populäres Leinwandpaar.

## Leben

### Frühes Leben und Anfänge
Lilian Harvey kam 1906 in London als Tochter der Engländerin Ethel Pape geb. Laughton zur Welt, die zu dieser Zeit mit dem deutschen Kaufmann Walter Bruno Pape aus Magdeburg verheiratet war. Aufgrund eines längeren Auslandsaufenthaltes dürfte Walter Pape jedoch als ihr leiblicher Vater nicht in Betracht kommen. Während der Schulzeit in London nahm Pape ohne das Wissen ihrer Mutter Ballettunterricht. Während des Ersten Weltkrieges hielt sich die Familie Pape gerade in Magdeburg auf und konnte und wollte deshalb nicht nach England zurückkehren. Das Mädchen Lilian wurde in der Schweiz in Solothurn bei ihrer Tante untergebracht. 1923 machte sie ihr Abitur in Berlin, wo sich die Familie inzwischen niedergelassen hatte. Danach löste sie sich von der häuslichen Umgebung. Sie besuchte die Ballettschule der Deutschen Staatsoper und erhielt erste bezahlte Auftritte als Tänzerin in Ungarn und Österreich. Damals nahm Lilian Pape den Mädchennamen ihrer Großmutter Harvey als Künstlernamen an.

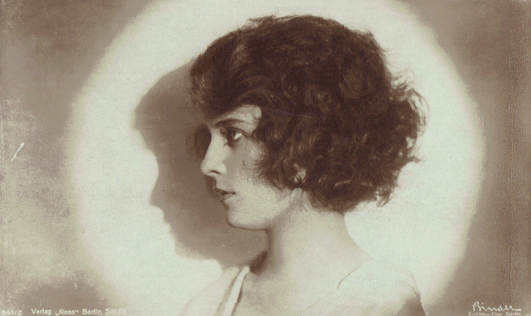
Lilian Harvey, Fotografie (um 1925) von Alexander Binder

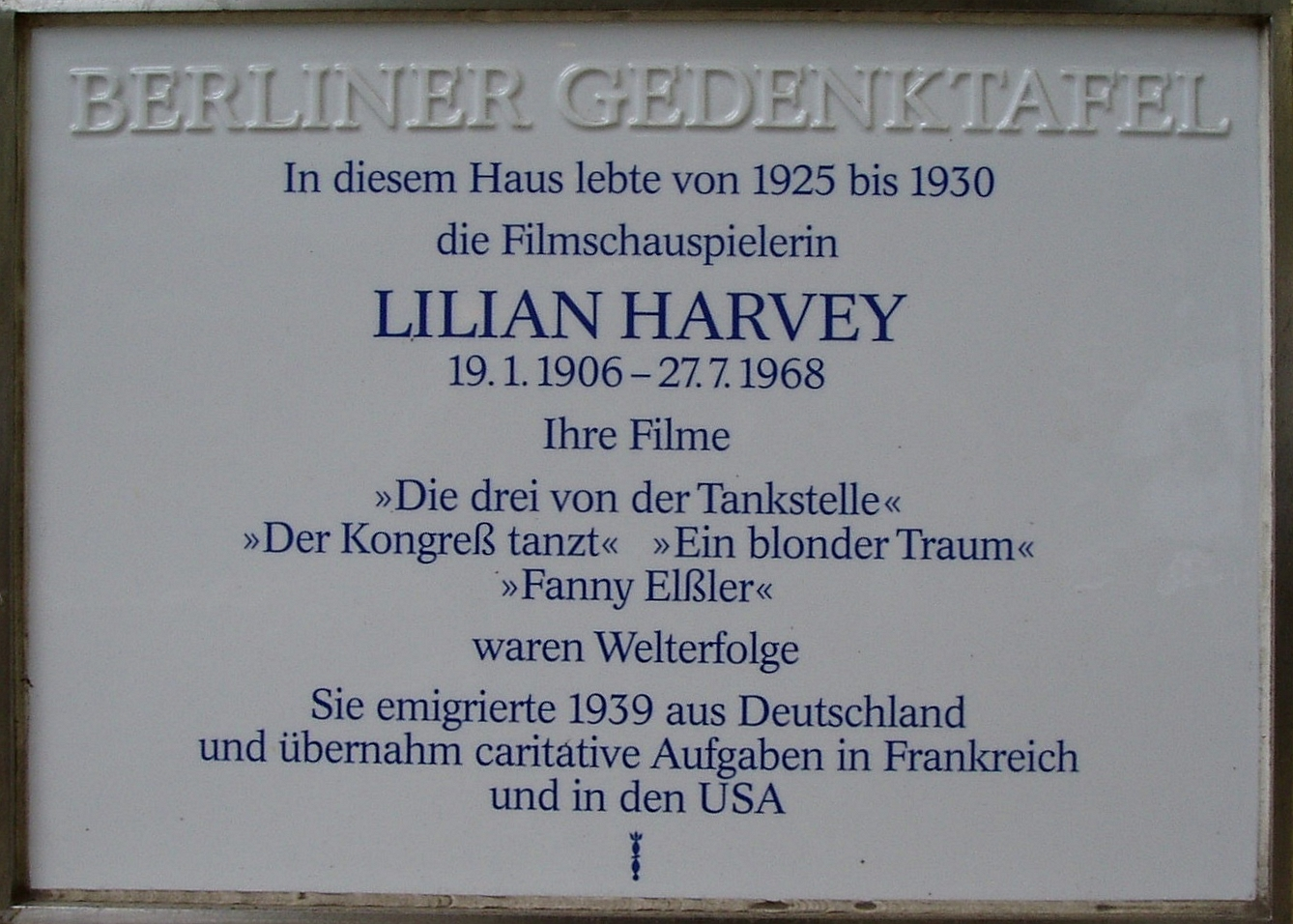
Berliner Gedenktafel am Haus Düsseldorfer Straße 47 in Berlin-Wilmersdorf. Dort wohnte bis 1925 auch der Komponist Leon Jessel.

Von da an ging es mit der Karriere rasch aufwärts. Im Februar 1924 erhielt sie eine erste kleine Rolle in Robert Lands Der Fluch, wo sie die junge Jüdin Ruth spielte. Sie agierte in mehreren Stummfilmen und erhielt bereits 1925 unter der Regie von Richard Eichberg im Film Leidenschaft – Die Liebschaften der Hella von Gilsa als Partnerin von Otto Gebühr die Hauptrolle. An der Seite von Willy Fritsch, mit dem sie später noch elf weitere Filme drehte, stand sie erstmals 1926 in der Operettenverfilmung von Die keusche Susanne vor der Filmkamera. Im Jahr 1929 wurde im Berliner Gloria-Palast der Film Ihr dunkler Punkt gezeigt, in dem Lilian Harvey ebenfalls zusammen mit Willy Fritsch spielte. Unmittelbar zuvor war die Schauspielerin fest von der UFA unter Vertrag genommen worden.

### Karriere als Filmstar
1930 kam der entscheidende Durchbruch, als sie im romantischen Komödienfilm Liebeswalzer mit Fritsch zum Traumpaar des deutschen Films avancierte. Lilian Harvey selbst wurde in der Folgezeit nach dem gleichnamigen, im Film enthaltenen Schlager von der Presse zum süßesten Mädel der Welt gekürt. 1931 erschien der Film Der Kongreß tanzt, in dem sie in einer Szene Christels Lied singt, besser bekannt als Das gibt’s nur einmal. Bis heute ist diese Komposition aus der Feder von Werner Richard Heymann ein Evergreen geblieben. Die nachfolgenden Filme wurden zunächst, wie damals nicht unüblich, mehrsprachig mit unterschiedlichen Partnern gedreht sowie später auch in England und Frankreich synchronisiert, so dass Lilian Harvey sowohl im In- als auch im Ausland zu den populärsten Filmstars zählte. Sie erhielt ein Engagement nach Hollywood und drehte dort vier Filme, ein großer Erfolg blieb jedoch aus. Harvey kaufte 1931 die Villa Asmodée in Juan-les-Pins an der Côte d’Azur. Zur gleichen Zeit kaufte sie zwei Kinos in Waren, die sie von ihrer Schwester Majorie betreiben ließ und die nach 1945 in der SBZ enteignet wurden.
1935 kehrte Harvey ins nationalsozialistische Deutschland zurück. Sie drehte noch mehrere erfolgreiche Filme, darunter einige mit ihrem Freund, dem Regisseur Paul Martin. Nachdem bekannt geworden war, dass sie weiterhin jüdische Kollegen in ihrem Haus empfing, wurde sie von der Gestapo beobachtet und galt in der Folgezeit als unzuverlässig. 1939 verließ Harvey schließlich Deutschland und emigrierte nach Juan-les-Pins. Dort drehte sie 1940 ihren letzten Film Miquette. Nach der Besetzung Südfrankreichs ging sie 1942 abermals nach Hollywood. Zuvor war sie vor französischen Soldaten und in der Schweiz in Programmen für die Stärkung der Kriegsmoral aufgetreten. 1943 erkannte das NS-Regime Harvey die deutsche Staatsbürgerschaft ab.

### Späteres Leben
Nach dem Krieg kehrte Harvey 1946 nach Paris zurück. In den folgenden Jahren unternahm sie Gesangstourneen durch Skandinavien und Ägypten. Auch in Deutschland, wohin sie 1949 zurückkehrte und wo sie Theaterrollen annahm, wurde sie freudig begrüßt. Ihr Theaterdebüt in Deutschland fand aber erst Ende 1961 an der Seite von Heinz Plate am Heidelberger Zimmertheater statt. Allerdings musste sie wegen einer Lungenerkrankung einen längeren Sanatoriumsaufenthalt in der Schweiz hinnehmen. 1953 heiratete sie den dänischen Theateragenten Hartvig Valeur-Larsen, doch 1955 reichte Harvey die Scheidung ein. 1955/1956 lernte sie auf einer Gastspielreise durch die DDR Else Wirth kennen, die von nun an ihre Lebensgefährtin und Mitarbeiterin wurde. Die Scheidung von Valeur-Larsen erfolgte 1957. Von der Bundesregierung erhielt Harvey eine Entschädigung in Rentenform für das in der Zeit des Nationalsozialismus eingezogene Vermögen.
Lilian Harvey, die zeitlebens depressiv und psychisch sehr zerbrechlich wirkte, starb 1968 zurückgezogen in ihrem eigenen Hotel in Juan-les-Pins an einer verschleppten Gelbsucht. Ihre letzte Ruhestätte befindet sich auf dem Cimetière de Rabiac im benachbarten Antibes.
Ihr schriftlicher Nachlass befindet sich im Archiv der Akademie der Künste in Berlin.

## Preise und Auszeichnungen
- 1965: Filmband in Gold für ihre Verdienste für den deutschen Film
- 1967: Bambi

## Filmografie
- 1924: Der Fluch
- 1924: Die Motorbraut
- 1925: Liebe und Trompetenblasen
- 1925: Die Kleine vom Bummel
- 1925: Leidenschaft
- 1926: Prinzessin Trulala
- 1926: Die keusche Susanne
- 1926: Vater werden ist nicht schwer
- 1927: Die tolle Lola
- 1927: Eheferien
- 1927: Du sollst nicht stehlen
- 1928: Eine Nacht in London
- 1928: Ihr dunkler Punkt
- 1929: Adieu, Mascotte
- 1929: Wenn Du einmal Dein Herz verschenkst
- 1930: Liebeswalzer
- 1930: The Love Waltz (englische Version von Liebeswalzer)
- 1930: Hokuspokus
- 1930: The Temporary Widow (englische Version von Hokuspokus)
- 1930: Die Drei von der Tankstelle
- 1930: Le chemin du paradis (französische Version von Die Drei von der Tankstelle)
- 1930: Einbrecher
- 1931: Princesse, à vos ordres (französische Version von Ihre Hoheit befiehlt)
- 1931: Nie wieder Liebe!
- 1931: Calais – Douvres (französische Version von Nie wieder Liebe!)
- 1931: Der Kongreß tanzt
- 1931: Le congrès s'amuse (französische Version von Der Kongreß tanzt)
- 1931: Congress Dances (englische Version von Der Kongreß tanzt)
- 1932: Zwei Herzen und ein Schlag
- 1932: La fille et le garçon (französische Version von Zwei Herzen und ein Schlag)
- 1932: Quick (deutsche und französische Version)
- 1932: Ein blonder Traum
- 1932: Un rêve blond (französische Version von Ein blonder Traum)
- 1932: Happy Ever After (englische Version von Ein blonder Traum)
- 1933: Ich und die Kaiserin
- 1933: Moi et l'Impératrice (französische Version von Ich und die Kaiserin)
- 1933: The Only Girl (englische Version von Ich und die Kaiserin)
- 1933: Die Schule der Liebe (My Weakness)
- 1933: Meine Lippen lügen nicht (My Lips Betray)
- 1933: Ich bin Susanne (I Am Suzanne!)
- 1934: Leise kommt das Glück zu Dir (Let's Live Tonight)
- 1935: Invitation to the Waltz
- 1935: Schwarze Rosen
- 1935: Roses noires (französische Version von Schwarze Rosen)
- 1935: Did I Betray / Black Roses (englische Version von Schwarze Rosen)
- 1936: Glückskinder
- 1936: Les gais lurons (französische Version von Glückskinder)
- 1937: Sieben Ohrfeigen
- 1937: Fanny Elßler
- 1938: Capriccio
- 1939: Castelli in aria
- 1939: Ins blaue Leben (deutsche Version von Castelli in aria)
- 1939: Frau am Steuer
- 1940: Serenade (Sérénade)
- 1940: Miquette
- 1958: Das gab's nur einmal (Kompilationsfilm mit Harvey-Szenen aus Vorkriegsfilmen)

## Diskografie
- 1930: Liebling, mein Herz läßt dich grüßen (Werner Richard Heymann/Robert Gilbert) a.d. Tonfilm „Die drei von der Tankstelle“, mit Willy Fritsch und Orchester, Odeon Nr. O 2993 a
- 1930: Die Zwei von der Zankstelle – Potpourri (bearbeitet von Peter Kreuder), mit Willy Fritsch und dem Odeon-Künstler-Orchester, Leitung: Peter Kreuder, Odeon Nr. O 11557
- 1930: Kind, dein Mund ist Musik. Mit Willy Fritsch. Engl. Waltz a.d. Ufa Tonfilm „Einbrecher“ (Friedr. Hollaender). Text Rob. Leibmann u. Friedr. Hollaender. Odeon Nr. O 11361. B-seite: Eine Liebelei, so nebenbei (mit Willy Fritsch, id.).
- 1931: Christels Lied (Das gibt's nur einmal, das kommt nicht wieder"), (Werner Richard Heymann/Robert Gilbert), aus dem Ufa-Tonfilm „Der Kongreß tanzt“, mit Orchester, Parlophon Nr. B 48067-1 und auch Odeon 11524; Rückseite: Heurigen-Lied: Das muß ein Stück vom Himmel sein (Willy Fritsch).
- 1931: Das gibt's nur einmal, das kommt nicht wieder (Just Once For All Time), (Werner Richard Heymann/Robert Gilbert), aus dem Ufa-Tonfilm „Der Kongreß tanzt“, mit Orchester, Columbia Nr. J 1742 (England)
- 1931: Du hast mir heimlich die Liebe ins Haus gebracht (Werner R. Heymann/Robert Gilbert) aus der Ufaton-Film-Operette Ihre Hoheit befiehlt, mit Willy Fritsch und Orchester unter Leitung von Kapellmeister Otto Dobrindt, Parlophon Nr. B. 12435 II
- 1932: Irgendwo auf der Welt (Werner Richard Heymann/Robert Gilbert), mit dem Ufa-Jazz-Orchester unter Leitung von Gérard Jacobson, Columbia Nr. J 1742
- 1932: Wir zahlen keine Miete mehr (Richard Heymann/Robert Gilbert) aus dem Tonfilm „Ein blonder Traum“, mit Willy Fritsch und Orchester, Odeon Nr. O-11684, Parlophon Nr. B 47247 I
- 1932: Du wärst was für mich (Musik: Jean Gilbert/Robert Gilbert) aus dem Tonfilm „Zwei Herzen und ein Schlag“, mit Willy Fritsch und Orchester, Leitung: Otto Dobrindt, Parlophon B 48136 I
- 1932: Das macht Baby. Foxtrot a.d. Ufaton-Film der Guenther-Stapenhorst-Produktion „Zwei Herzen und ein Schlag“, mit Orchesterbegleitung. Musik Jean Gilbert, Text Rob. Gilbert. Odeon Nr. O 11587. B-seite: Chanson der flotten Liese, id.
- 1936: Ich wollt', ich wär ein Huhn (Peter Kreuder/Hans Fritz Beckmann) aus dem Ufa-Film „Glückskinder“, mit Willy Fritsch und dem Odeon-Tanzorchester, Odeon Nr. O 25802 b
- 1937: Ich tanze mit dir in den Himmel hinein (Friedrich Schröder/Hans Fritz Beckmann) a.d. Ufa-Tonfilm „Sieben Ohrfeigen“, mit Willy Fritsch und dem Parlophon-Tanzorchester, Dirigent: Friedrich Schröder, Parlophon Nr. B 49967-II
- 1937: Chinamann (Friedrich Schröder/Hans Fritz Beckmann) aus dem Tonfilm: „Sieben Ohrfeigen“, mit Willy Fritsch und dem Odeon-Tanzorchester, Odeon Nr. O-25903